# Ботанический сад Нью-Брансуика

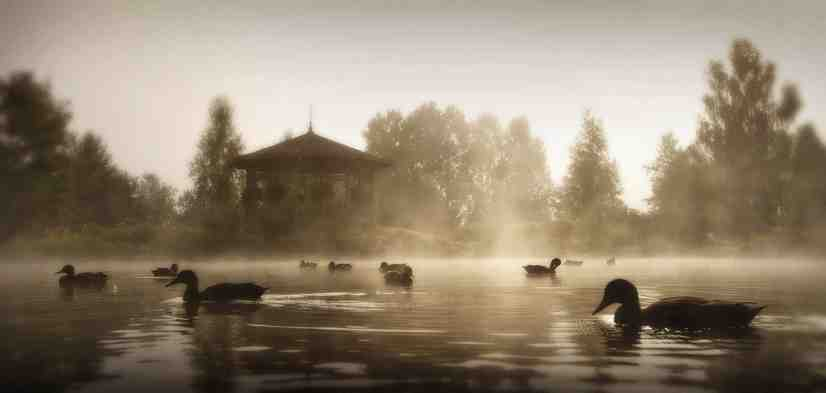
Утки в ботаническом саду

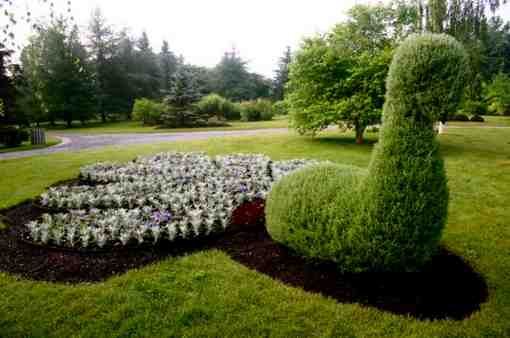
Парковая композиция «Павлин»

 Ботани́ческий сад Нью-Брансуи́ка (англ. New Brunswick Botanical Garden, фр. Jardin botanique du Nouveau-Brunswick) — ботанический сад в пригороде Сен-Жак города Эдмундстона (графство Мадаваска, провинция Нью-Брансуик, Канада).
Ботанический сад Нью-Брансуика открыт в июне 1993 года, однако из-за отсутствия финансирования через несколько лет оказался по угрозой закрытия. Ботанический сад был спасён благодаря вмешательству Эдмундстонского кампуса университета Монктона (UMCE), которому впоследствии был выдан мандат на управление садом с 1997 по 2007 год. С 2007 года ботанический сад управляется Обществом ботанических садов Нью-Брансуика.
Площадь ботанического сада составляет 7 га, на его территории разместились 8 тематических садов, в которых произрастает 80 тысяч растений.

## Тематические сады
Сад однолетних растений — многочисленные цветники этого сада имеют симметричную форму и включают сотни видов и сортов растений.
Розовый сад имеет коллекцию роз, которые цветут на протяжении всего лета.
Альпийсий сад — здесь растут альпийские растения, привезённые из разных частей света. В альпийском саду находится водопад, одна из главных достопримечательностей ботанического сада.
Сад многолетних растений интересен для посетителей в течение всего сезона.
Тенистый сад — высокие деревья в этом саду образуют естественную крышу, в тени которой растут тенелюбивые растения.
Цветочный ручей — сад, главной изюминкой которого является ручей, протекающий по ботаническому саду и снова впадающий в реку Мадаваску. В течение лета здесь цветут водные растения и многолетники. Утки и другие водоплавающие птицы также являются составной частью этого сада.
Сад рододендронов — сад, где в условиях холодного климата Приморских провинций на кислых почвах произрастают рододендроны.
Огород — выращиваются разнообразные овощи, растут фруктовые деревья, виноград, съедобные и лекарственные растения.

## Галерея фотографий ботанического сада Нью-Брансуика

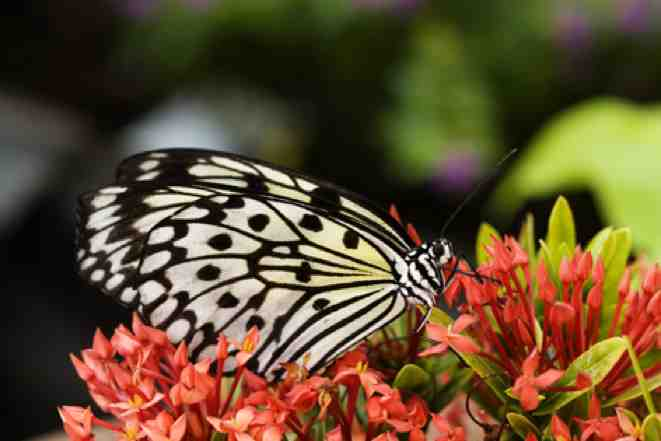
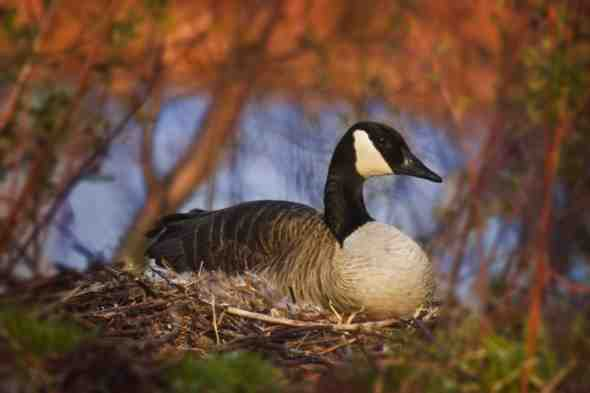
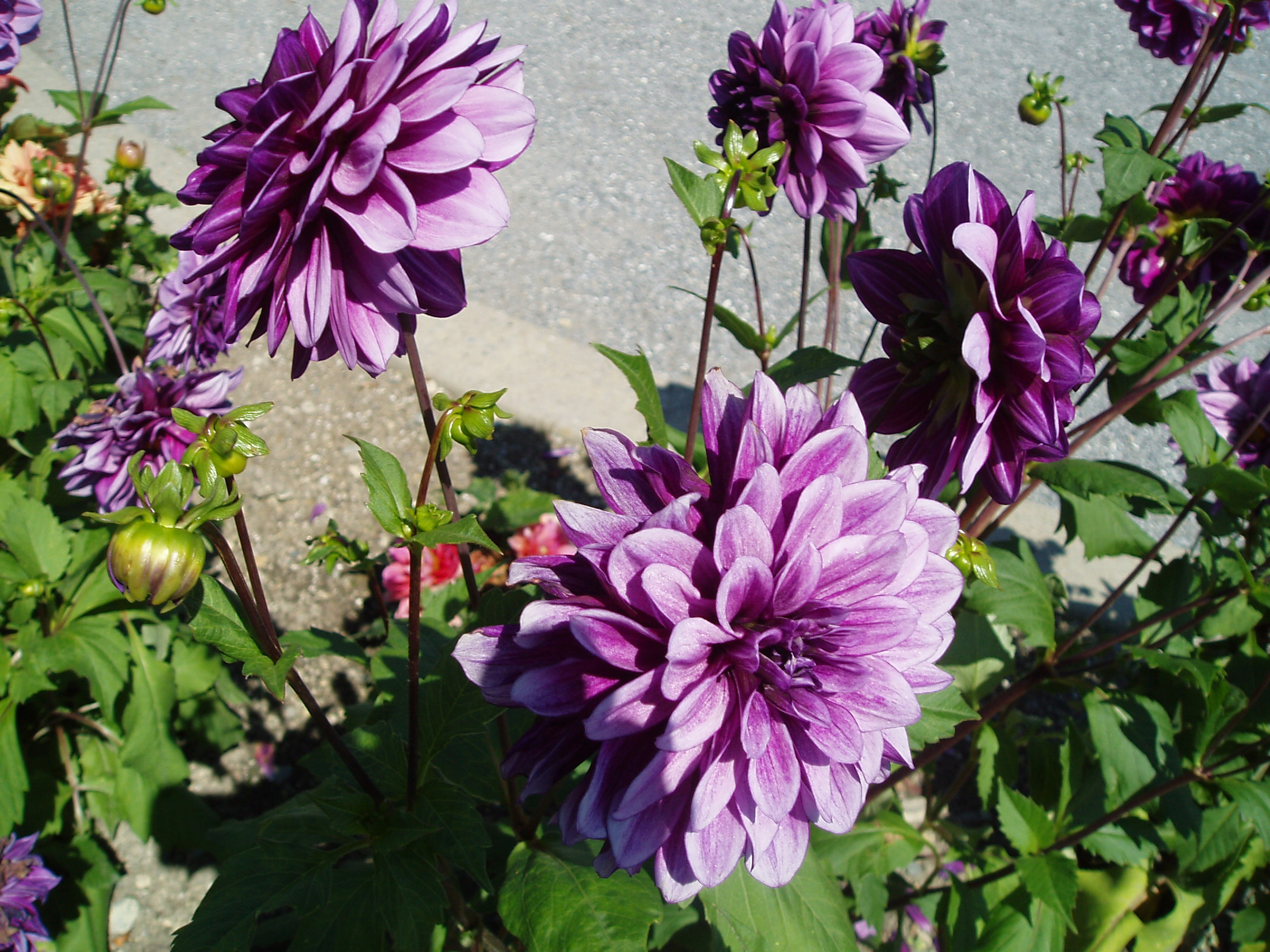
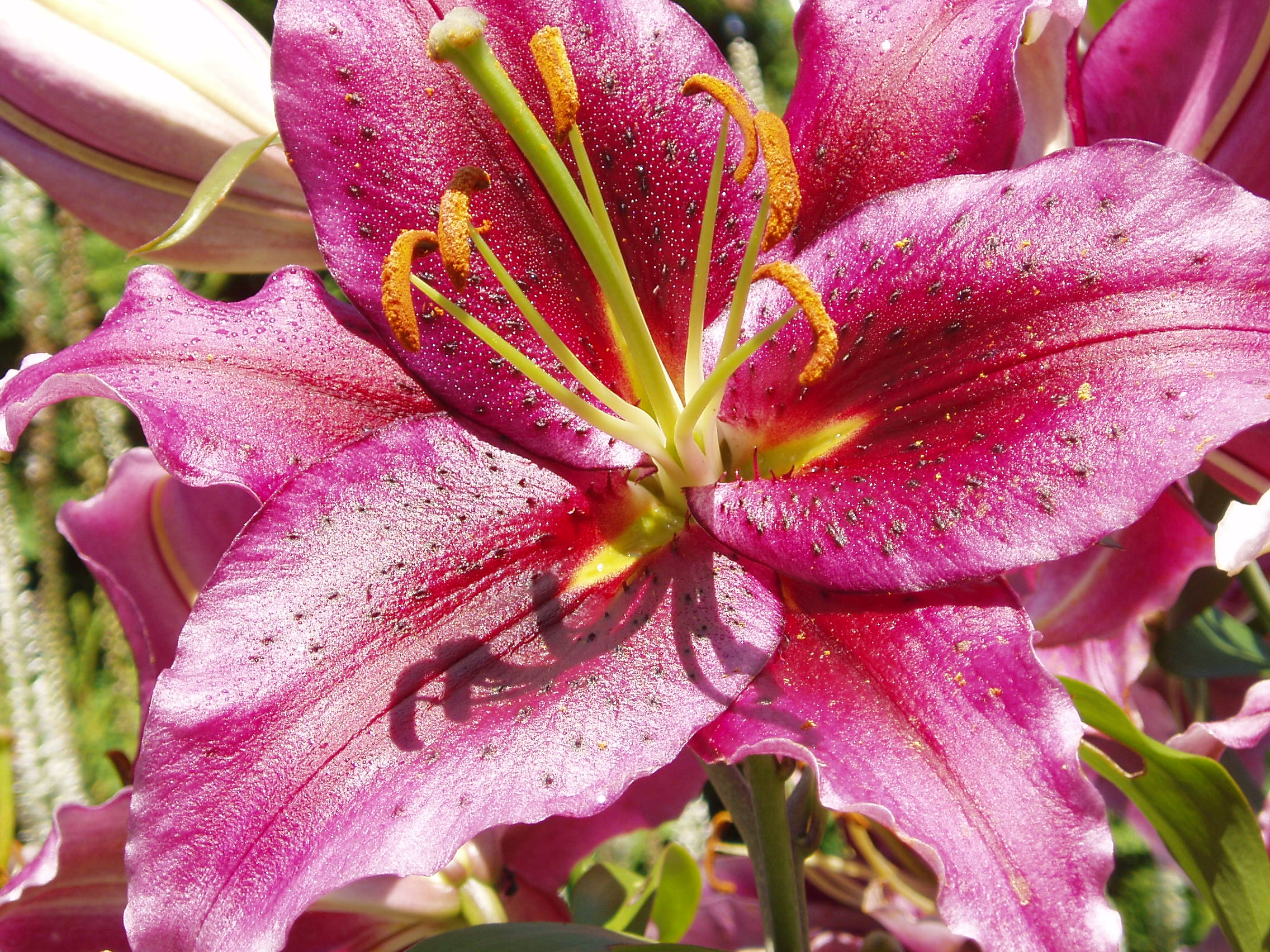
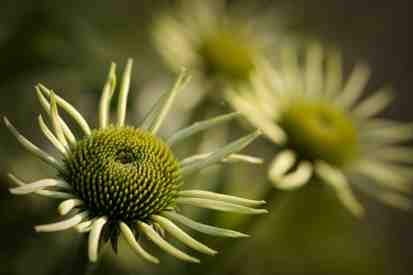
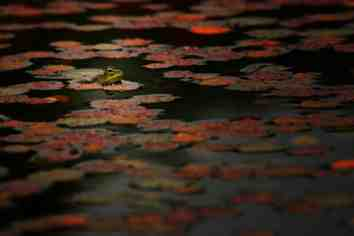
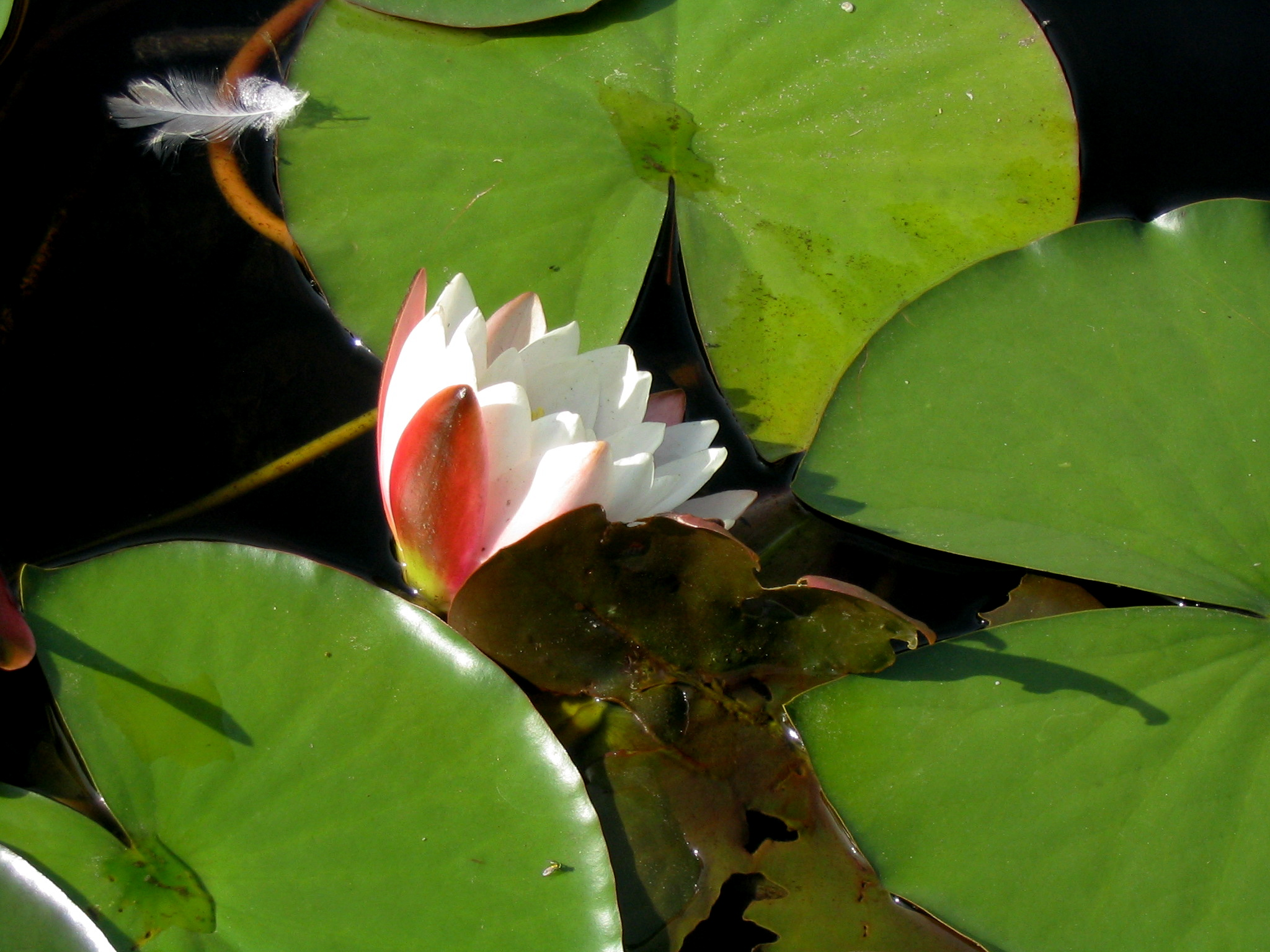